# Krobia (genre)
Pour les articles homonymes, voir Krobia.
Genre
Krobia est un genre de poissons d'eau douce de la famille des Cichlidés et qui se rencontrent en Amérique du Sud.

## Liste des espèces
Selon FishBase (25 janv. 2017) :
- Krobia guianensis (Regan, 1905)
- Krobia itanyi (Puyo, 1943)
- Krobia petitella Steele, Liverpool & López-Fernández, 2013
- Krobia xinguensis Kullander, 2012